# SpongeBob Comics
SpongeBob Comics é uma série contínua de revistas em quadrinhos publicadas pela Bongo Comics e United Plankton Pictures, Inc.. Lançada em fevereiro de 2011, a série era publicada a cada dois meses nos Estados Unidos, mas passou a ser lançada mensalmente a partir de junho de 2012.

## História
Os personagens de SpongeBob SquarePants já apareceram em histórias em quadrinhos publicadas pela Nickelodeon Magazine e por film comic da Tokyopop, mas nunca obteve sua própria história em quadrinhos até o lançamento e SpongeBob Comics, que foi anunciada pelo criador Stephen Hillenburg em novembro de 2010. Debutando em fevereiro de 2011, a série é publicada pela United Plankton Pictures, Inc. em associação com a Bongo Comics. Juntamente com Hillenburg, os criadores de quadrinhos independentes que contribuíram para a primeira edição incluem James Kochalka, Hilary Barta, Graham Annable, Gregg Schigiel e Jacob Chabot. A edição de número 13, um especial de Halloween, foi lançada em outubro de 2012 com o trabalho de escritores e artistas, tal como: Stephen Bissette, Tony Millionaire, Al Jaffee e Derek Drymon. No ano seguinte, outro especial de Halloween foi lançado com o cartunista Michael T. Gilbert.
Em junho de 2013, United Plankton lançou SpongeBob Annual-Size Super-Giant Swimtacular #1. O editor-gerente Chris Duffy disse que o anual foi "especialmente adaptado" para os fãs de super-heróis, e que a capa do artista Jacob Chabot foi influenciada pelos anuais da década de 1960 da Marvel Comics. Os colaboradores para o livro incluíram Drymon, Kochalka, Barta, Ramona Fradon, Chuck Dixon, Jerry Ordway e Vincent Deporter. No ano seguinte, um segundo anual inspirado em super-heróis foi lançado em junho.

## Recepção
Em uma análise sobre a primeira edição, Chad Nevett do Comic Book Resources escreveu: "SpongeBob Comics é eficaz para capturar o tom do show e permitir que os criadores apresentem suas próprias tomadas nos personagens às vezes. Muitas vezes sofre de não ser capaz de confiar nos pontos fortes da animação e, com sorte, aproveitar as coisas que os quadrinhos podem fazer que a animação não pode."
Brigid Alverson do Comic Book Resources descreveu SpongeBob Annual-Size Super-Giant Swimtacular #1 como "48 páginas de pura diversão de férias de verão que é ridículo o suficiente para ser divertido para crianças e inteligentes o suficiente para entreter adultos também." Escrevendo para o School Library Journal, J. Caleb Mozzocco disse que, embora a maior contagem de páginas e o preço mais alto do anual possam torná-lo um ponto "menos do que ideal", ele acrescentou que "o conteúdo da paródia de super-heróis torna-se ainda mais fácil os leitores de quadrinhos sem experiência com os desenhos animados desfrutar".